# 울진초등학교
울진초등학교는 대한민국 경상북도 울진군 울진읍 읍내리에 있는 초등학교다.

## 연혁
- 1912년 5월 25일 울진공립보통학교 개교(설립인가 4월 1일)(4년제 2학급 53명)
- 1938년 4월 1일 울진동공립심상소학교로 개칭
- 1941년 4월 1일 울진동공립국민학교로 개칭
- 1945년 12월 1일 울진국민학교로 개칭
- 1969년 3월 1일 학구 분할(울진남부초등학교)
- 1971년 3월 1일 학구 분할(온양초등학교)
- 1973년 3월 1일 특수학급 설치(1학급)
- 1981년 3월 1일 병설유치원 개원
- 1991년 3월 1일 신림분교장, 대흥분교장 인수
- 1994년 3월 1일 신림분교장, 대흥분교장 통폐합
- 1997년 3월 1일 온양초등학교 통폐합
- 2018년 2월 7일 104회 졸업식(총 14,483명)
- 2019년 9월 1일 임철수 교장 선생님 부임(제26대)

## 참고 자료
- 울진초등학교 - 한국교육학술정보원 학교알리미